# Judy Singer
Pour les articles homonymes, voir Singer.
Judy Singer, née le 12 avril 1951 en Australie, est une sociologue et chercheuse australienne, militante sur l'autisme.
Elle a longtemps été décrite comme l'inventrice du concept de neurodiversité à partir de l'observation de sa fille et de l'arbre généalogique de sa famille, mais il s'avère que ce concept a été en fait développé collectivement.

## Histoire
La mère de Judy Singer était juive hongroise, et s'est réfugiée en Australie après avoir survécu à la Seconde Guerre mondiale, où elle-même naît en 1951. Elle fait ses études à l'université technologique de Sidney, où elle soutient en 1998 une thèse en sociologie publiée sous l'intitulé NeuroDiversity: The Birth of an Idea. 
Judy a constaté que sa fille avait le syndrome d'Asperger, et qu'elle-même et sa mère avaient aussi un certain degré d'autisme de ce type.
Judy Singer est généralement considérée comme l'initiatrice du concept de neurodiversité, en 1998,,. En 1999, elle crée son site web de défense de la neurodiversité, et « analyse le développement de l'identité autiste comme le défi à relever pour le mouvement des personnes présentant un handicap ». Cette même année, elle publie un article intitulé Why can’t you be normal for once in your life?.
Judy Singer a été consultante en informatique. Pendant six ans, elle a représenté les intérêts de locataires de logements sociaux d'Inner West. Elle a aussi siégé au sein d'un comité consultatif de locataires de logements sociaux. Elle a créé Diary of a Desperate Houso, un blog satirique qui a été archivé à perpétuité par la Bibliothèque nationale d'Australie. Elle est un des directeurs de Shelter NSW. En 1999, elle crée l'ASpar. En 2004, elle est une des cofondateurs de l'ASteen Social Club, un groupe social pour adolescents et jeunes adultes diagnostiqués avec syndrome d'Asperger ou autisme à haut niveau de fonctionnement ; en 2013, plus de cent familles de la région de Sydney en sont membres. Lors de l'écriture de sa thèse, elle théorise la notion de neurodiversité qui est devenue la base du mouvement pour les droits des personnes autistes. Dans son numéro spécial « 20e anniversaire » d'avril 2013, le magazine américain Wired cite la neurodiversité comme une des meilleures idées des deux dernières décennies. Elle a publié des articles sur l'auto-support des locataires et des autistes dans New Matilda (en), The Sydney Morning Herald (SMH) et NGO.

## Publications
- [autoédition] (en) Judy Singer, NeuroDiversity: The Birth of an Idea, 2016, 82 p. (ISBN 064815470X)